# Mickleham
Mickleham es una parroquia civil situada en Surrey, Inglaterra (Reino Unido). Según el censo de 2021, tiene una población de 510 habitantes.
Está ubicada cerca de la ciudad de Guildford y a poca distancia al sur del río Támesis y de Londres.